# Chen Xiaomin
Dans ce nom chinois, le nom de famille, Chen, précède le nom personnel.
Chen Xiaomin (chinois: 陳曉敏 )， née le 7 février 1977 à Heshan (Guangdong), est une haltérophile chinoise.

## Palmarès

### Jeux olympiques
- Sydney 2000
  -  Médaille d'or en moins de 63 kg[1]

### Championnats du monde
- Melbourne 1993
  -  Médaille d'or en moins de 54 kg
- Canton 1995
  -  Médaille d'or en moins de 59 kg
- Varsovie 1996
  -  Médaille d'or en moins de 59 kg

### Championnats d'Asie
- Yachiyo 1996
  -  Médaille d'or en moins de 59 kg
- Yangzhou 1997
  -  Médaille d'or en moins de 59 kg
- Osaka 2000
  -  Médaille d'or en moins de 69 kg

### Jeux asiatiques
- Hiroshima 1994
  -  Médaille d'or en moins de 59 kg